# Stanisław Bieniek

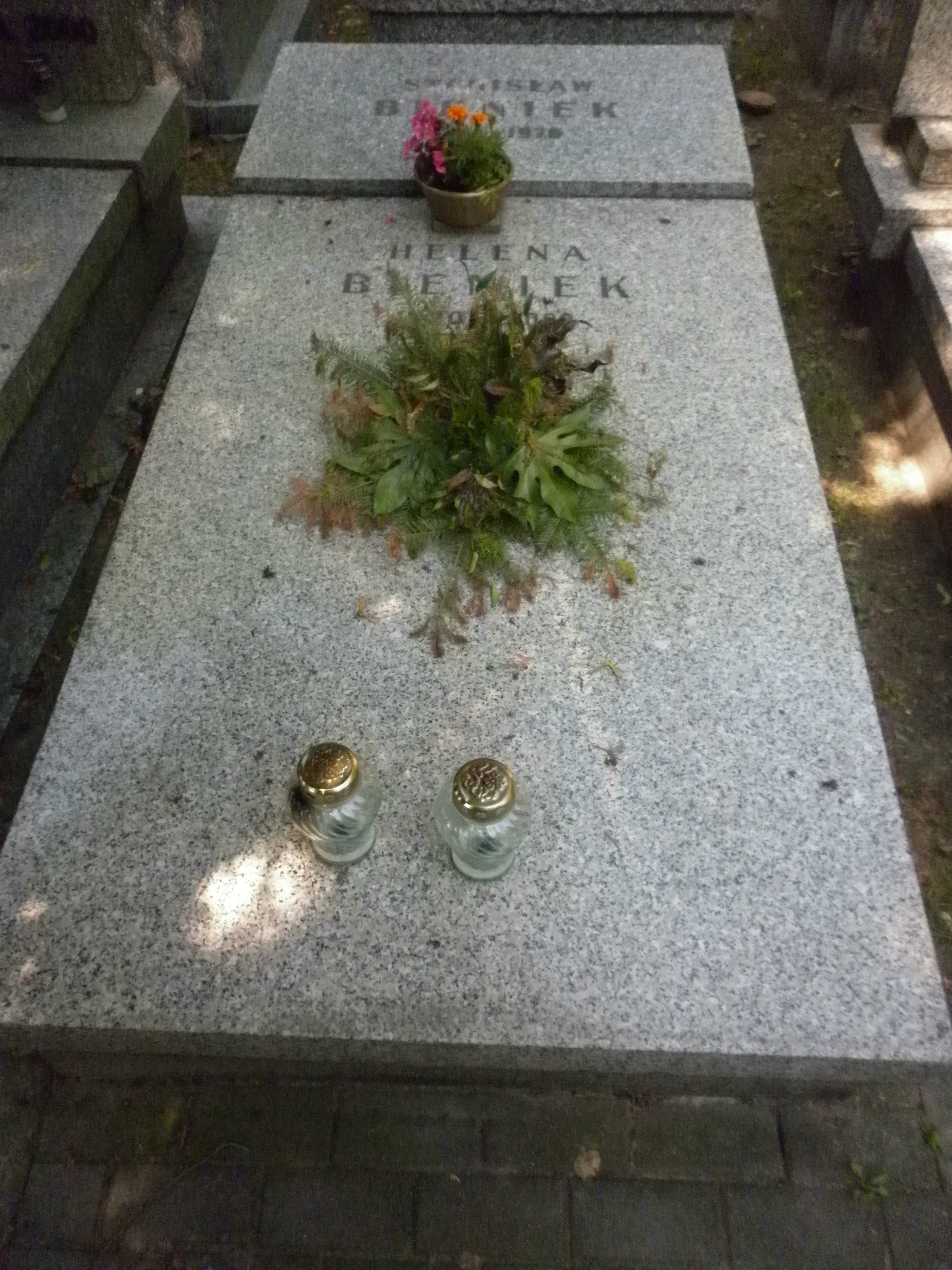
Grób Stanisława Bieńka na Cmentarzu Wojskowym na Powązkach

Stanisław Bieniek ps. Szela (ur. 10 kwietnia 1901 w Biskupicach, zm. 23 maja 1978 w Warszawie) – polski polityk, działacz ludowy, komunistyczny i spółdzielczy.
Pochodził z robotniczo-chłopskiej rodziny spod Częstochowy. Ukończył szkołę fabryczną przy Hucie Częstochowa. W latach 1919–1920 pracował jako pomocnik sekretarza w zarządzie gminy Olsztyn. W 1931 wstąpił do Stronnictwa Ludowego. Po wybuchu wojny w 1939 dostał się na krótko do niewoli radzieckiej, po czym wrócił w rodzinne strony i rozpoczął działalność antyhitlerowską. Ostrzeżony przez sąsiada uniknął aresztowania przez Gestapo. Przedarł się na Lubelszczyznę. Krótko związany z Batalionami Chłopskimi, walczył jako partyzant Gwardii Ludowej i Armii Ludowej. W 1943 wstąpił również do Polskiej Partii Robotniczej. Po wyzwoleniu Lubelszczyzny przez wojska radzieckie w 1944 przez kilka dni pełnił funkcję tymczasowego burmistrza Biłgoraja, potem w składzie Wojewódzkiej Rady Narodowej w Lublinie. W latach 1944–1947 był podsekretarzem stanu w Ministerstwie Rolnictwa i Reform Rolnych. W latach 1945–1948 Zastępca Członka KC PPR. Następnie w latach 1951–1954 na stanowisku prezesa Centralnego Związku Spółdzielczego, 1954–1957 – Dyrektor Biura Krajowej Rady Spółdzielni Produkcyjnych. Poseł do Krajowej Rady Narodowej i na Sejm Ustawodawczy (1947–1952). Był odznaczony m.in. Orderem Sztandaru Pracy II klasy i Krzyżem Oficerskim Orderu Odrodzenia Polski. Pochowany na Cmentarzu Wojskowym na Powązkach w Warszawie (kwatera 35C-4-8). 